# Bryum tomentosum
Bryum tomentosum là một loài rêu trong họ Bryaceae. Loài này được Sw. ex Brid. Sw. mô tả khoa học đầu tiên năm 1806.